# 대항해시대 (비디오 게임)
대항해시대(일본어: 大航海時代, 영어: Uncharted Waters)는 1990년에 일본의 게임제작사 코에이(현재: 코에이 테크모 게임스)에서 발매한 시뮬레이션 (코에이에서는 리코에이션 게임으로 호칭함) 비디오 게임이다. 후에 대항해시대 시리즈로 시리즈화된 작품들의 첫 번째 작품으로 대한민국에 정식으로 수입된 적은 없다. 편의상 "대항해시대 1"으로 부르기도 한다.
PC-8801mkIISR 이후, 개인용 컴퓨터 기종용으로 발매되었고, 패밀리 컴퓨터, 슈퍼 패미컴("슈퍼 대항해시대"로, 메가 드라이브, 휴대폰 "모바일 대항해시대"로) 등으로 이식되었다. 또한 "코에이 25주년 기념팩"의 Vol.3에 PC-9801판의 복각판이 수록된 "코에이 정번 시리즈"로 단품 판매도 되고 있다. "my GAMECITY 고전게임관"에서 웹게임 버전, 스팀에서 다운로드 판매 버전이 출시되고 있다.

## 개요
플레이어는 16세기 포르투갈의 몰락한 귀족인 레온 페레로(Leon Ferrero)가 되어, 항해 도중 목숨을 읽은 아버지의 부관인 로코 알렘켈(Rocco Alemkel)과 함께 배를 타고, 모험, 교역, 그리고 해전을 통해서 명성을 높여나가야 한다. 명성이 높아짐에 따라 더 높은 작위를 얻고, 이에 따른 이벤트를 진행해 나가게 되며, 최종적으로는 포르투갈의 공주와 결혼, 포르투갈의 왕위를 계승하는 것이 최종 목표인 게임이다.  배경음악은 노부나가의 야망(신장의 야망) 시리즈 등을 담당했던 칸노 요코가 담당하였다. 후속편들에 비해 이벤트의 수가 적지만, 그만큼 자유도는 높다. 숫자 키패드 또는 마우스로 플레이 할 수 있다.

## 명성을 높이는 방법
명성을 높이는 방법들은 다음과 같다.
항구를 발견
유럽에서 처음부터 찾을 수 있는 이외의 항구들, 원양항, 보급항,의 발견으로 명성치가 소폭 오른다. 원양항을 발견했을 때 명성치가 보다 높게 오른다.
동맹항을 늘림
항구 시설에 투자함으로써 지지율을 올릴 수 있는데, 지지율이 80% 이상이 되면 동맹항이 된다. 이미 다른 나라의 동맹항이 된 항구의 경우, 해당 국가의 적대감이 증가하고, 표적이 되기 쉬워진다.
항구 사람의 의뢰를 달성했을 경우
길드와 교역소로부터 교역품 구입이나 보물 찾기 요청을 받을 수 있는데, 요청 미션을 달성하면 명예치가 상승한다.
포르투갈 국적이 아닌 함대화의 전투에서 승리
각종 장비를 다 갖춘 게임 중반 이후의 수단이다.
국왕의 칙명을 수행
명성이 일정 수치까지 올라가면 국왕의 칙명을 받는다. 길드나 교역소의 요청과는 달리 거절하면 명성이 크게 떨어진다. 칙명 임무 달성시 작위를 얻을 수 있다.

## 항구 시설 및 명령
항구에는 여러 가지 시설이 있는 일반항과 물과 식량만 보급할 수 있는 보급항이 있다. 일반항의 경우 크게 9개의 지역으로 나뉘며, 항구에 따라 없는 시설도 있다.
항구
출항이나 물자를 보급 및 편성할 수 있다.
조선소
배를 건조, 개조, 수리, 판매, 조선소에 투자할 수 있다. 투자를 하면 공업가치가 상승하고 건조할 수 있는 배의 종류가 늘어난다. 배는 새로 만든 배를 사거나 중고를 살 수 있는데, 새로 살 경우 중고에 비해 가격이 높은 대신에 건조시 일부 스펙을 설정할 수 있다.
술집
정보를 수집하거나 선원 및 항해사를 고용/해고할 수 있다. 이벤트가 진행되는 경우도 있다.
교역소
교역품의 매매 및 교역소에 대한 투자를 할 수 있다. 투자를 하면 상업가치가 상승하고, 교역품의 종류가 증가하거나 조선소에서 선수상을 구입할 수도 한다.
여관
무료로 정보를 볼 수 있다.
왕궁
리스본, 세비야, 이스탄불에 있다. 리스본의 왕궁에서는 국왕을 알현하고, 칙명을 받는 것 외에도 공주와 밀회를 하거나 저금이 가능하며, 자금과 선원에 대한 도움을 요청할 수도 있다. 세비야, 이스탄불에서는 알현만 가능하고, 각 나라의 정보를 통해 동맹항을 알 수 있다.
길드
아이템과 보물을 사고 팔 수 있다. 비용이 들지만 국가의 정보도 볼 수 있다.
교회
게임을 저장하거나 환경설정을 할 수 있다.
부두
하는 일 없이 하루를 보낸다.
보급항은 화면 상 지도에서 일반항과 동일하게 보여서 구분할 수 없지만, 항구 시설이 항구와 부두 밖에 없기 때문에 물자 보급만 할 수 있고, 특정 국가의 동맹항이 될 수 없다.

## 등장인물
레온 페레로
포르투갈의 젊은 항해사. 주인공으로 폭풍으로 인해 사망한 아버지의 뒤를 이어 무역 상인이 된다.
로코 알렘켈
대항해시대 1에서는 이름이 없고 그냥 "노항해사(老航海士)"로 표기된다. PC판의 하위 메뉴얼인 "해양견문록"에서 이름이 등장했다. PC판 핸드북, 패밀리 컴퓨터판 가이드북에서도 "로코"라는 이름으로 소개되고 있다. 돌아가신 아버지의 동료였다. 동료가 1명도 없을 경우에 안내 역할을 한다.
크리스티나
포르투갈의 국왕인 마누엘 1세의 외동딸이다. 레온과는 은밀하게 이끌리는 사이지만, 신분의 벽을 아직까지 넘지 못하고 있다.
마르코
초기에 리스본의 주점에 있는 항해사이다.  레온의 용기가 80이상이면 무조건 동료가 되어주기 때문에, 게임을 처음 시작시 능력치를 생성할 때 용기를 80이상으로 설정하면 동료로 가세한다.
페르난도
리스본 주점에 있는 항해사이다. 페르디난드 마젤란을 모델로 하고 있다. 페르디난드는 영어식 발음, 페르난도는 스페인어식 발음이다. 포르투갈의 탐험대였으나 포르투갈 귀족의 중상모략으로 인해 포르투갈에서 추방되었다. 이 후에 포르투갈에 복수하기 위해 스페인의 해적이 되었다.
파스코
바스쿠 다 가마를 모델로 한 항해사이다.
크리스토프
크리스토퍼 콜럼버스를 모델로 한 항해사이다.
디아스
바르톨로메우 디아스를 모델로 한 항해사이다. 페르남부코(Pernambuco)의 술집에 있다. 전체 항해사들 중 가장 높은 항해 레벨 및 전투 레벨을 갖고 있다.
기타 인물들
아메리쿠스(아메리고 베스푸치를 모델로 함), 프란치스코(프란치스코 하비에르를 모델로 함) 등이 역사상의 인물을 모델로 하고 있다.

## 음악

### CD
- 대항해시대 KECH-1002
- 코에이 오리지널 BGM 집 Vol.4 대항해시대 업그레이드 버전 KECH-1005
- 코에이 오리지널 BGM 집 Vol.6 제독의 결단/슈퍼 대항해시대 KECH-1031 (※ 슈퍼 패미콤 음원을 그대로 사용)

## 같이 보기
- 대항해시대
- 대항해시대 등장인물
- 코에이